# Pseudoanthidium campulodonta
Pseudoanthidium campulodonta is een vliesvleugelig insect uit de familie Megachilidae. De wetenschappelijke naam van de soort is voor het eerst geldig gepubliceerd in 1990 door Wu.